# Out (miniserie televisiva)
Out è una miniserie televisiva britannica del 1978 composta da 6 episodi.

## Trama
Frank Ross ha appena scontato da una pena detentiva di otto anni per una rapina che era stata sventata a causa di un informatore. Ross non conosce il traditore ma è determinato a scoprirlo e cerca vendetta su coloro che lo hanno tradito. A poco a poco, Ross mette insieme i pezzi fino ad arrivare ad a una conclusione drammatica.

## Personaggi
- Frank Ross (6 episodi, 1978), interpretato da Tom Bell.
- Chris Cottle (5 episodi, 1978), interpretato da Brian Croucher, unico vero amico di Frank.
- Ralph Veneker (5 episodi, 1978), interpretato da John Junkin.
- Detective Bryce (5 episodi, 1978), interpretato da Norman Rodway.
- Anne Ross (4 episodi, 1978), interpretata da Lynn Farleigh.
- Rimmer (4 episodi, 1978), interpretato da Robert Walker.
- McGrath (3 episodi, 1978), interpretato da Brian Cox, un gangster rivale
- John Pavey (3 episodi, 1978), interpretato da Derrick O'Connor.
- Eddie Archer (3 episodi, 1978), interpretato da Maurice O'Connell.
- Hallam (3 episodi, 1978), interpretato da Bryan Marshall.
- Eve Ross (2 episodi, 1978), interpretata da Pamela Fairbrother, moglie squilibrata di Frank.
- Pretty Billy Binns (2 episodi, 1978), interpretato da Peter Blake.
- Paul Ross (2 episodi, 1978), interpretato da Andrew Paul, figlio di Frank e Eve.
- Cimmie Vincent (2 episodi, 1978), interpretata da Katherine Schofield, ex prostituta.
- Des (2 episodi, 1978), interpretato da Hugh Fraser.
- Rhys Upcott (2 episodi, 1978), interpretato da Michael Redfern.
- Trudi (2 episodi, 1978), interpretata da Seretta Wilson.

## Episodi
| Stagione       | Episodi | Prima TV originale |
| -------------- | ------- | ------------------ |
| Prima stagione | 6       | 1978               |